# Église de la Nativité-de-la-Sainte-Vierge de Marignac
L'église de la Nativité-de-la-Sainte-Vierge de Marignac est une église catholique située à Marignac, dans le département français de la Haute-Garonne en France.

## Historique
L'église date du XIIe siècle. À l'origine c'était la chapelle funéraire des familles nobles de Marignac. Elle est remaniée au XIXe siècle à la demande du clergé. Elle est composée d'une nef centrale en berceau du XIIe siècle, d'une abside demi-circulaire, d'un chœur et d'un tympan des XIIe et XIIIe siècles. Un texte de 1331 évoque l'église Saint-Pierre de Marignac et non l’église de la Nativité-de-la-Sainte-Vierge (nom actuel de l'édifice), ceci peut sans doute expliquer la présence du tympan intégré au mur collatéral sud qui représente saint Pierre en majesté (à la place habituelle du Christ) bénissant, accosté de l'agneau pascal et d'un chrisme.
L'église abrite entre autres, les écus en marbre des familles nobles de Marignac, telles les Pardaillan, les Sicard de Miramont, l'écu des comtes de Comminges, et les armes attribuées à saint Pierre.
En 1994, l'église présentait des risques d'effondrement sur la partie ouest, de très gros travaux ont été réalisés pour sa remise en état.
L'inauguration de l'église rénovée a eu lieu le 19 mai 1995 en présence de André Pallas (maire de Marignac), Jean-Louis Idiart (Député de la Haute-Garonne), Pierre Izard (Président du Conseil général de la Haute-Garonne), Bertrand Auban (Conseiller général du canton de Saint-Béat) et du conseil municipal élu le 12 mars en 1989.

## Description

### Extérieur
- Sculpture sur pierre représentant saint Pierre en majesté (à la place habituelle du Christ) bénissant, accosté de l'agneau pascal et d'un chrisme. Elle est intégrée dans le mur collatéral sud
- Sur une pierre placé sur le mur collatéral sud est sculpté deux servants d'autel tennant un grand calice.
- Un christ en croix sculpté dans le marbre placé sur le mur collatéral sud.

Sont classés au titre objet des monuments historiques :
- 3 cuves d'auges cinéraires en marbre blanc de Saint-Béat datant du IIe siècle et se trouvant dans le jardin de l'église[4]. Monuments cinéraire : cuve n°1[5], cuve n°2[6], cuve n°3[7].

### Intérieur
Le sol est entièrement fait de bloc de marbre.
Sont classés au titre objet des monuments historiques :
- Le bénitier en pierre datant du XIe siècle[8].

#### Lanefet lechœur

##### Lechœur
Le maître autel et le tabernacle sont en marbre blanc et rose.
Au sommet de l'abside est placée une statue d'un Christ en croix.
Au centre de la voûte du chœur est placé un vitrail circulaire où est représenté le Sacré-Cœur de Jésus.

#### Partie latérale gauche

##### Chapelle saintJoseph
L'autel et le tabernacle sont en marbre blanc de Saint-Béat.
Sur la façade de l'autel sont représentés deux lys avec au centre le monogramme de saint Joseph composé des lettres S et J entrelacées.
Une statue de saint Joseph avec l'Enfant Jésus est placée sur le tabernacle. De chaque côtés de l'autel sont placées des statues, à gauche sainte Germaine de Pibrac, et à droite Notre-Dame de Lourdes.

#### Partie latérale droite

##### Chapelle de laVierge Marie
L'autel et le tabernacle sont en marbre blanc de Saint-Béat.
Sur la façade de l'autel sont représentés deux lys avec au centre le monogramme marial composé des lettres A et M entrelacées, initiales de l’Ave Maria.
Une statue de la Vierge à l'Enfant est placée sur le tabernacle. De chaque côtés de l'autel sont placées des statues, à gauche de sainte Thérèse de Lisieux, et à droite de sainte Bernadette.

## Galerie

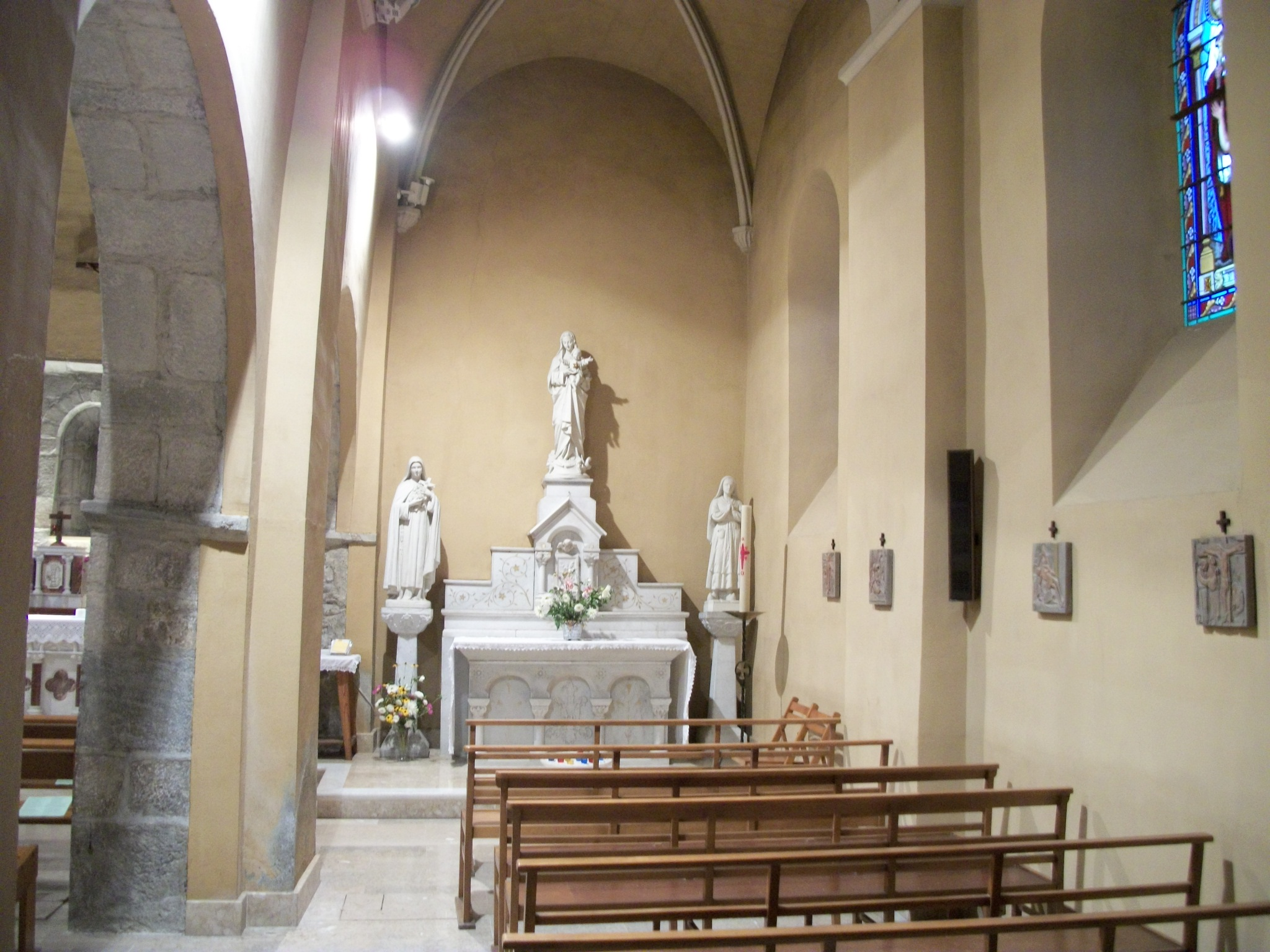
Chapelle de la Vierge Marie
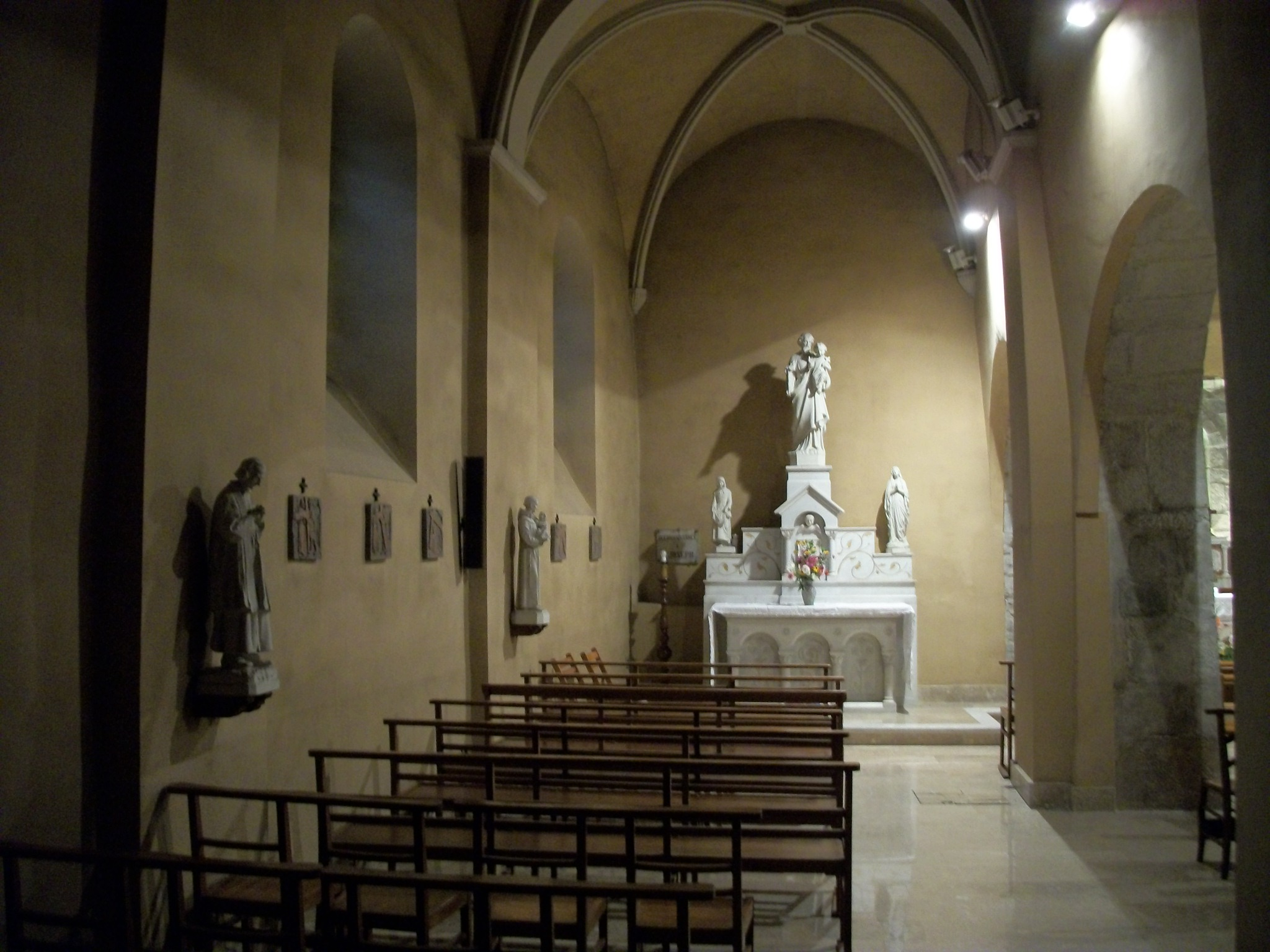
À gauche les statues de saint Antoine de Padoue, et de saint Jean-Marie Vianney
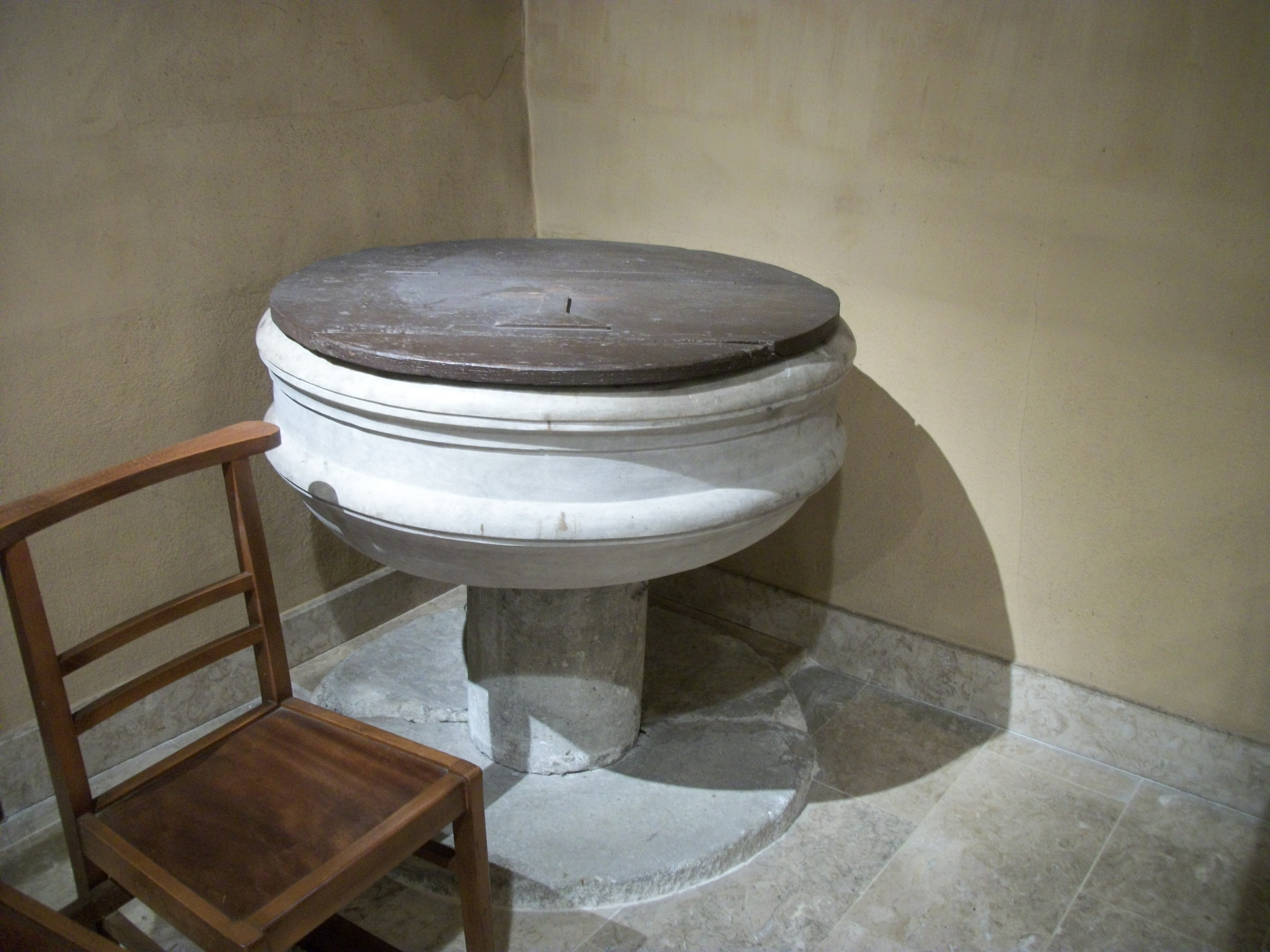
La cuve baptismale
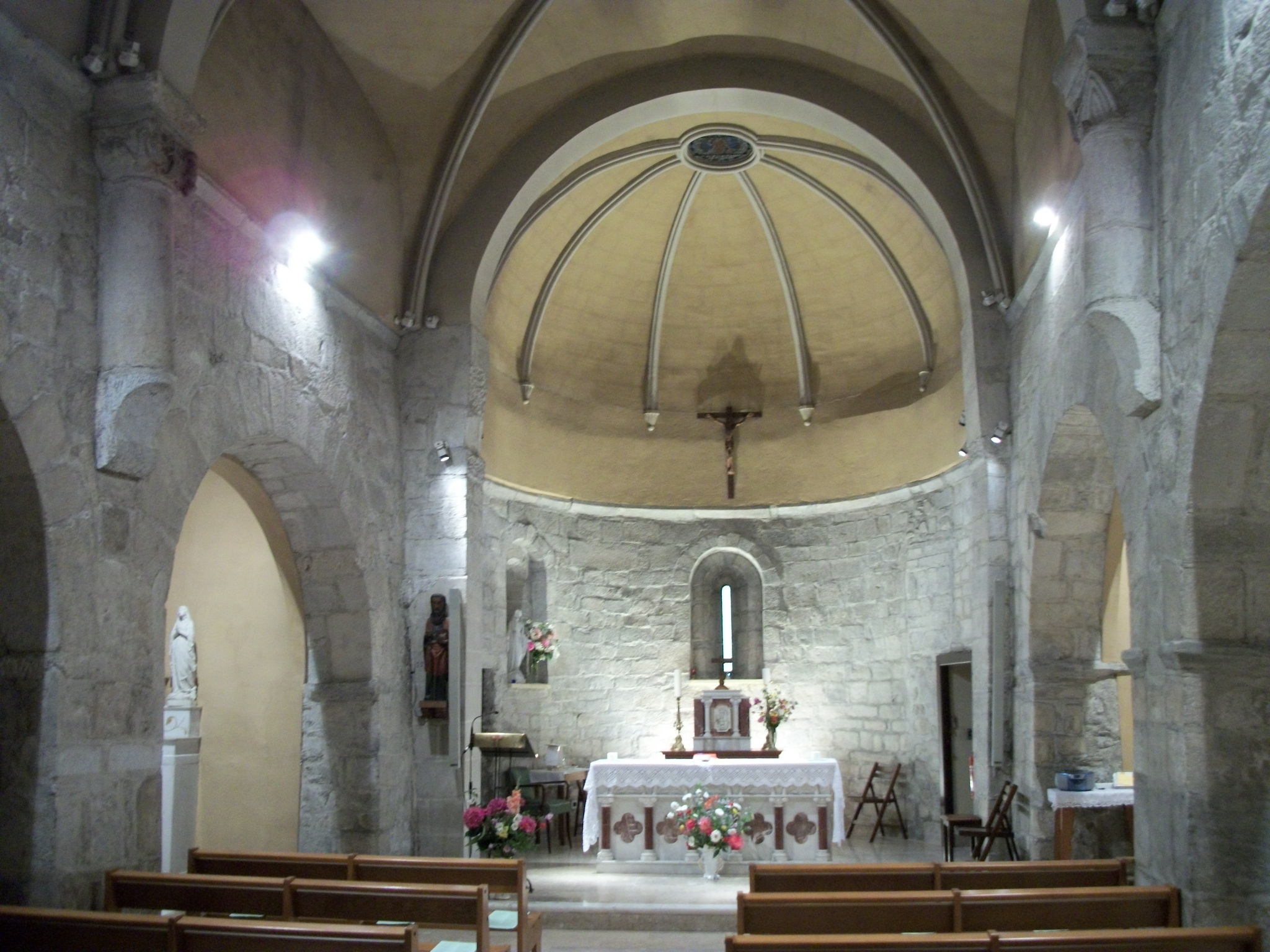
La nef et le chœur
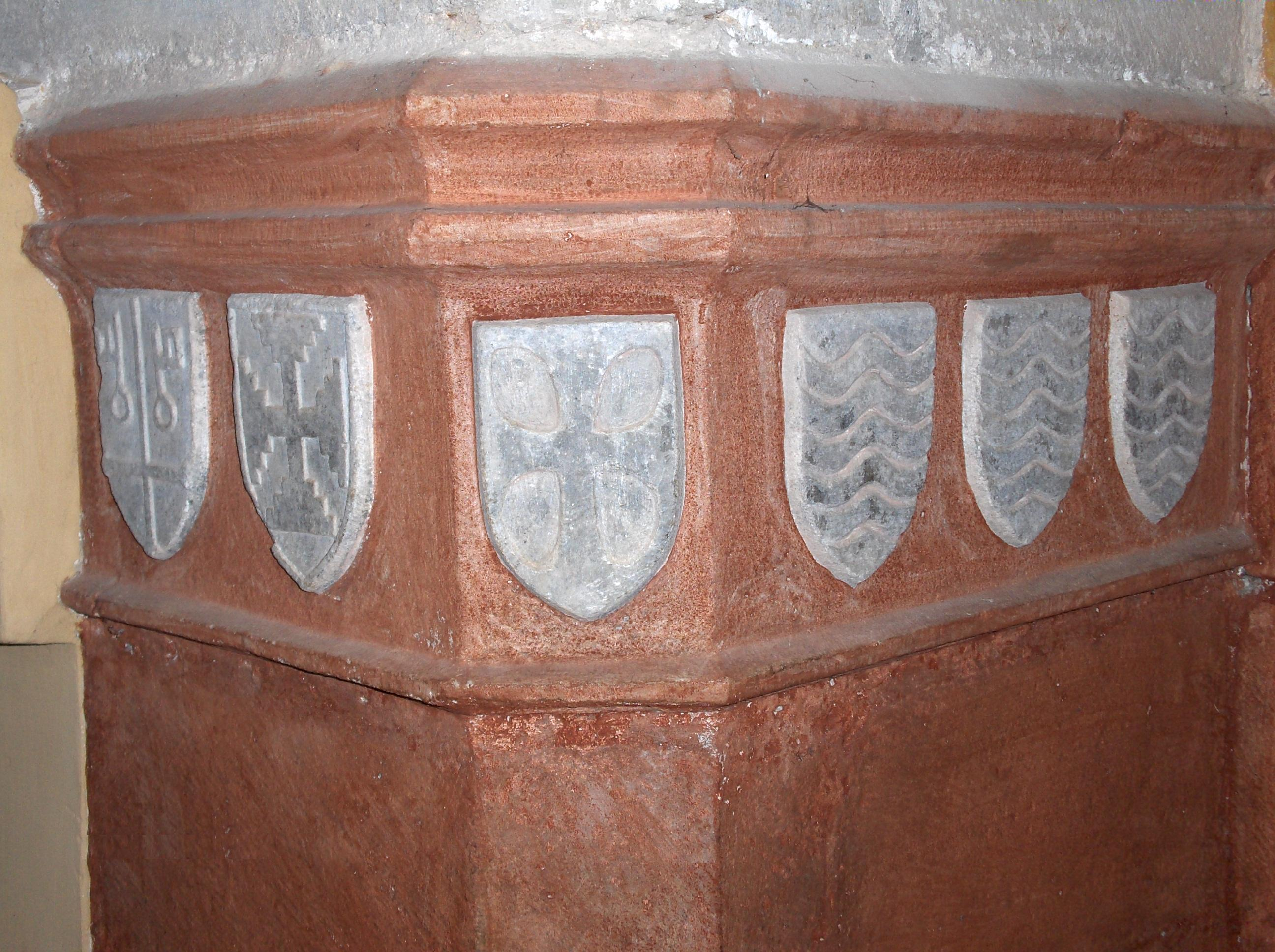
Quelques-uns des écus situés dans l'église (cf.infra pour détails).

## Pour approfondir